# NGC 1097
| Galáxia espiral barrada NGC 1097 |                                                                    |
|                                  |                                                                    |
| Dados do catálogo:               |                                                                    |
| Classificação do objeto:         | S(B)b I-II                                                         |
| Brilho superficial               | 13,8                                                               |
| Massa (Sol=1)                    | ----                                                               |
| Outras denominações:             | UA 41, MCG-05-07-024, ARP 77, ESO 416-G020, H V-48, PGC 10488, etc |

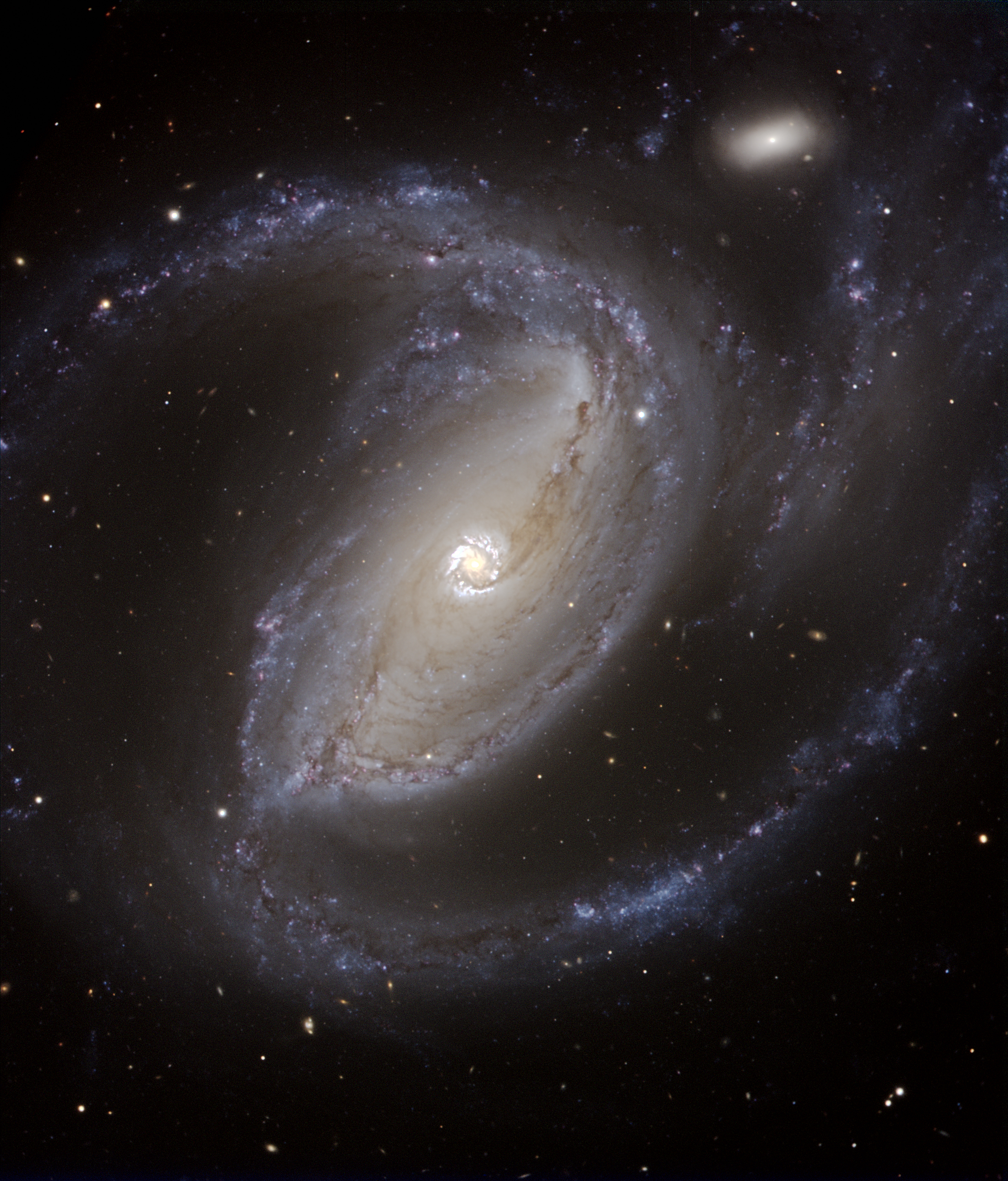
A Galáxia NGC 1097.

NGC 1097 é uma galáxia espiral barrada localizada a cerca de quarenta e cinco milhões de anos-luz (aproximadamente 13,79 megaparsecs) de distância na direção da Fornalha. Possui uma magnitude aparente de 9,5, uma declinação de -30º 16' 28" e uma ascensão reta de 02 horas, 46 minutos e 19,0s. Está a 50 milhões de anos-luz da Terra.
Esta galáxia abriga um buraco negro com 140 milhões de vezes mais massa que o nosso Sol. Em comparação, o buraco negro no centro da Via Láctea é leve, com uma massa de apenas alguns milhões de vezes da massa do nosso Sol